# 岡村新市
岡村 新市（おかむら しんいち、1893年10月5日 - 1977年1月11日）は、日本の経営者。大和証券社長を務めた。

## 経歴・人物
岡山県出身。第六高等学校 (旧制)卒。1921年に京都帝国大学経済学部を卒業し、同年に藤本ビルブローカー銀行に入社。1943年2月に大和証券取締役に就任し、常務、専務を経て、1953年11月には社長に就任。1957年11月から1959年12月までに会長を務めた。
1966年9月に黄綬褒章を受章。1977年1月11日、心不全のために死去。83歳没。